# Kriminalvårdens grader i Polen

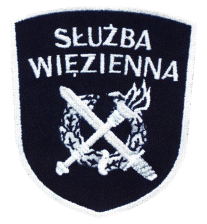

Kriminalvårdens grader i Polen visar den hierarkiska ordningen inom den polska kriminalvården, Służba Więzienna.

## Personalstruktur

### Kriminalvårdens baspersonal
Den hierarkiska ställningen för den polska kriminalvårdens baspersonal är som underofficerare - Korpus podoficerów SW. För att bli antagen som underofficersaspirant krävs genomgången gymnasieskola.

### Kriminalvårdsinspektörer
Den hierarkiska ställningen för den polska kriminalvårdens kriminalvårdsinspektörer är som specialistofficerare - Korpus chorążych SW. För att bli antagen som specialistofficersaspirant krävs avlagd akademisk examen på grundivå.

### Kriminalvårdschefer
Den hierarkiska ställningen för den polska kriminalvårdens kriminalvårdschefer är som officerare - Korpus oficerów SW. För att bli antagen som officersaspirant krävs avlagd akademisk examen på avancerad nivå.

## Grader
| Korpus podoficerów SW                       | Korpus chorążych SW               | Korpus oficerów SW             | Typbefattningar                                                                            | Motsvarande grad i den svenska försvarsmakten |
| ------------------------------------------- | --------------------------------- | ------------------------------ | ------------------------------------------------------------------------------------------ | --------------------------------------------- |
| kapral Służby Więziennej                    | -                                 | -                              | vårdare                                                                                    | vicekorpral                                   |
| starszy kapral Służby Więziennej            | -                                 | -                              | ..                                                                                         | korpral                                       |
| plutonowy Służby Więziennej                 | -                                 | -                              | ..                                                                                         | sergeant                                      |
| sierżant Służby Więziennej                  | -                                 | -                              | förste vårdare                                                                             | förste sergeant                               |
| starszy sierżant Służby Więziennej          | -                                 | -                              | köksföreståndare fordonsförare sjukvårdare eskortchef biträdande vakthavande befäl         | fanjunkare                                    |
| sierżant sztabowy Służby Więziennej         | -                                 | -                              | ..                                                                                         | fanjunkare                                    |
| starszy sierżant sztabowy Służby Więziennej | -                                 | -                              | förste sjukvårdare förste fordonsförare vakthavande befäl ställföreträdande bevakningschef | fanjunkare                                    |
| -                                           | młodszy chorąży Służby Więziennej | -                              | biträdande vakthavande befäl                                                               | förvaltare                                    |
| -                                           | chorąży Służby Więziennej         | -                              | vakthavande befäl ställföreträdande bevakningschef instruktör                              | förvaltare                                    |
| -                                           | starszy chorąży Służby Więziennej | -                              | förste instruktör bevakningschef                                                           | regementsförvaltare                           |
| -                                           | -                                 | podporucznik Służby Więziennej | psykolog lärare                                                                            | fänrik                                        |
| -                                           | -                                 | porucznik Służby Więziennej    | psykolog lärare                                                                            | löjtnant                                      |
| -                                           | -                                 | kapitan Służby Więziennej      | bevakningschef psykolog lärare ställföreträdande avdelningschef avdelningschef             | kapten                                        |
| -                                           | -                                 | major Służby Więziennej        | sjukvårdschef jurist avdelningschef biträdande anstaltchef                                 | major                                         |
| -                                           | -                                 | podpułkownik Służby Więziennej | biträdande anstaltschef anstaltschef                                                       | överstelöjtnant                               |
| -                                           | -                                 | pułkownik Służby Więziennej    | anstaltschef regionchef                                                                    | överste                                       |
| -                                           | -                                 | generał Służby Więziennej      | överdirektör generaldirektör                                                               | brigadgeneral                                 |

## Historiska grader 1919-1939
| Dozorca SW kragspegel | Starszy dozorca SW kragspegel ärm | Przodownik SW kragspegel ärm |

| Aspirant SW kragspegel ärm | Podkomisarz SW kragspegel ärm | Komisarz SW kragspegel ärm | Nadkomisarz SW kragspegel ärm | Inspektor SW kragspegel ärm | Główny inspektor SW kragspegel ärm |

### Fotnoter
1. 1 2  USTAWA z dnia 9 kwietnia 2010 r. o Służbie Więziennej ”Arkiverade kopian”. Arkiverad från originalet den 25 maj 2012. https://archive.is/20120525173109/http://www.nettax.pl/dzienniki/du/2010/79/poz.523a.htm. Läst 4 november 2011. 2010-06-23
2. 1 2 3 4  Ibidem
3. ↑  ”Arkiverade kopian”. Arkiverad från originalet den 15 juli 2010. https://web.archive.org/web/20100715084419/http://lex.pl/serwis/du/2003/0143.htm. Läst 23 juni 2010. 2010-06-23